# Sara Silveira
Sara Silveira (Porto Alegre, 15 de junho de 1950) é uma produtora de cinema brasileiro. 

## Carreira
Sara Silveira é uma das produtoras de cinema independente mais importantes do Brasil, e com vasta experiência também em co-produções internacionais. Formou-se em ciências jurídicas e sociais e começou sua carreira atuando em diversos setores do cinema. É sócia-fundadora, com Carlos Reichenbach, da Dezenove Som e Imagens Produções, onde segue realizando longas-metragens em parceria com Maria Ionescu. Produziu filmes de Anna Muylaert, Marco Dutra, Juliana Rojas, Marcelo Gomes, Daniela Thomas, e outros. Seus filmes foram exibidos em festivais como Cannes, Locarno, San Sebástian, Festival do Rio, Festival de Gramado e Mostra de São Paulo. 

## Filmografia (longas e curtas-metragens)
2021 - Diario De Viagem 
2021 - O Clube dos Anjos
2020 - Todos os Mortos 
2019 - Ainda Temos a Imensidão da Noite
2018 - O Som e o Tempo
2017 - Borá 
2017 - Merencória
2017 - Febre 
2017 - Filme-Catástrofe 
2017 - As Boas Maneiras
2017 - Vazante
2017 - Pela Janela
2016 - Dorina: Olhar Para o Mundo 
2016 - O Escaravelho do Diabo
2016 - Mãe Só Há Uma
2013 - Os Amigos 
2012 - Avanti popolo
2012 - Cores
2012 - Era Uma Vez Eu, Verônica 
2012 - O Que Se Move 
2011 - Jiboia 
2011 - Girimunho
2011 - Trabalhar Cansa
2010 - América 
2010 - Elvis & Madona 
2009 - É Proibido Fumar
2009 - Insolação
2009 - Pão dos Anjos 
2009 - O Menino Japonês 
2009 - Os Famosos e os Duendes da Morte
2007 - Falsa Loura
2007 - Person 
2007 - Liberdade, Liberdade 
2007 - Um Ramo
2007 - Caixa Dois 
2007 - Ó Paí, Ó
2006 - Só Deus Sabe 
2005 - La dignidad de los nadies 
2005 - Cinema, Aspirinas e Urubus 
2004 - Bens Confiscados 
2003 - Garotas do ABC 
2002 - Durval Discos 
2002 - Dois Em Um 
2000 - Bicho de sete cabeças
1999 - Dois Córregos: Verdades Submersas no Tempo 
1999 - A Hora Mágica 
1998 - Alô?! 
1998 - Ação Entre Amigos 
1997 - A Grande Noitada 
1997 - Até Logo, Mamãe 
1997 - Glaura
1994 - Olhar e Sensação 
1993 - Alma Corsária 
1993 - A Voz do Morto 